# Salne, Nijîn
Salne (în ucraineană Сальне) este localitatea de reședință a comunei Salne din raionul Nijîn, regiunea Cernihiv, Ucraina.

## Demografie
Componența lingvistică a localității Salne
     Ucraineană (97,48%)
     Rusă (2,24%)
     Alte limbi (0,28%)
Conform recensământului din 2001, majoritatea populației localității Salne era vorbitoare de ucraineană (97,48%), existând în minoritate și vorbitori de rusă (2,24%).